# Alerion (Brussel)
Alerion is een Belgisch historisch merk van motorfietsen.
Th. J. Boon, Rue Ma Campagne, Etterbeek produceerde vanaf 1919 eencilindermotorfietsen van 522 en 539 cc, maar ook V-twins. De motorfietsen waren geschikt en in feite gebouwd voor zijspangebruik.